# Pagny-le-Château

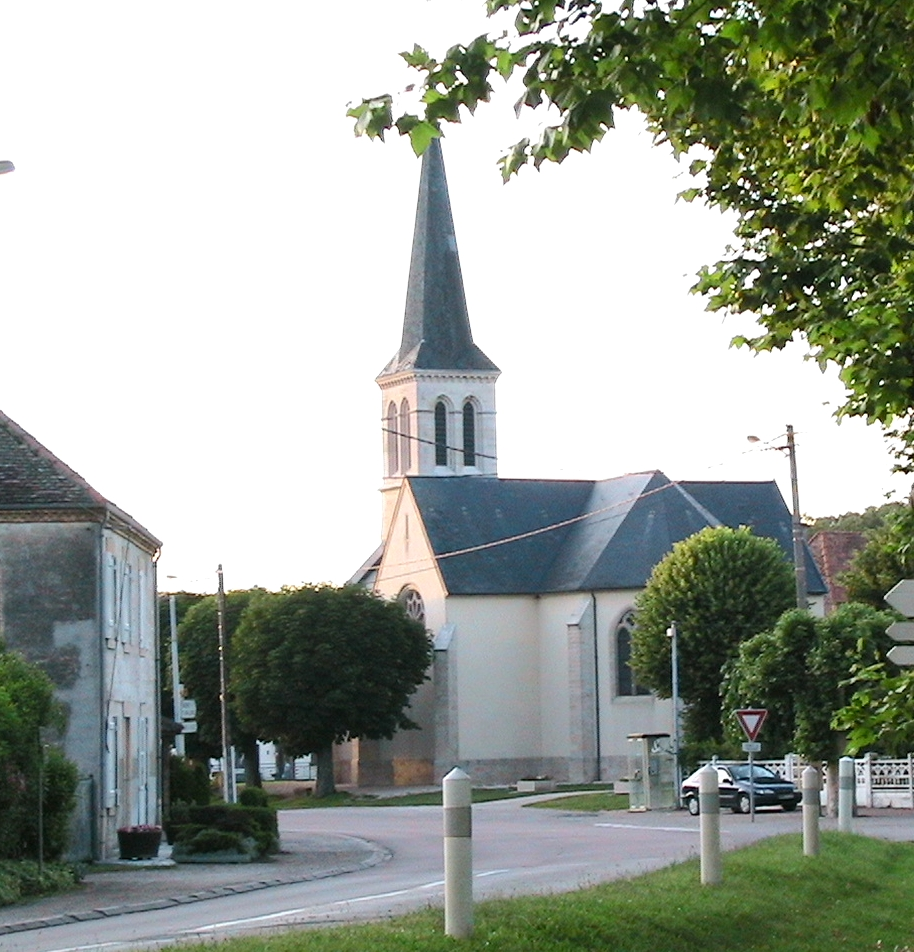
Catholic church

Pagny-le-Château là một xã thuộc tỉnh Côte-d’Or trong vùng Bourgogne-Franche-Comté miền đông nước Pháp.

## Photos

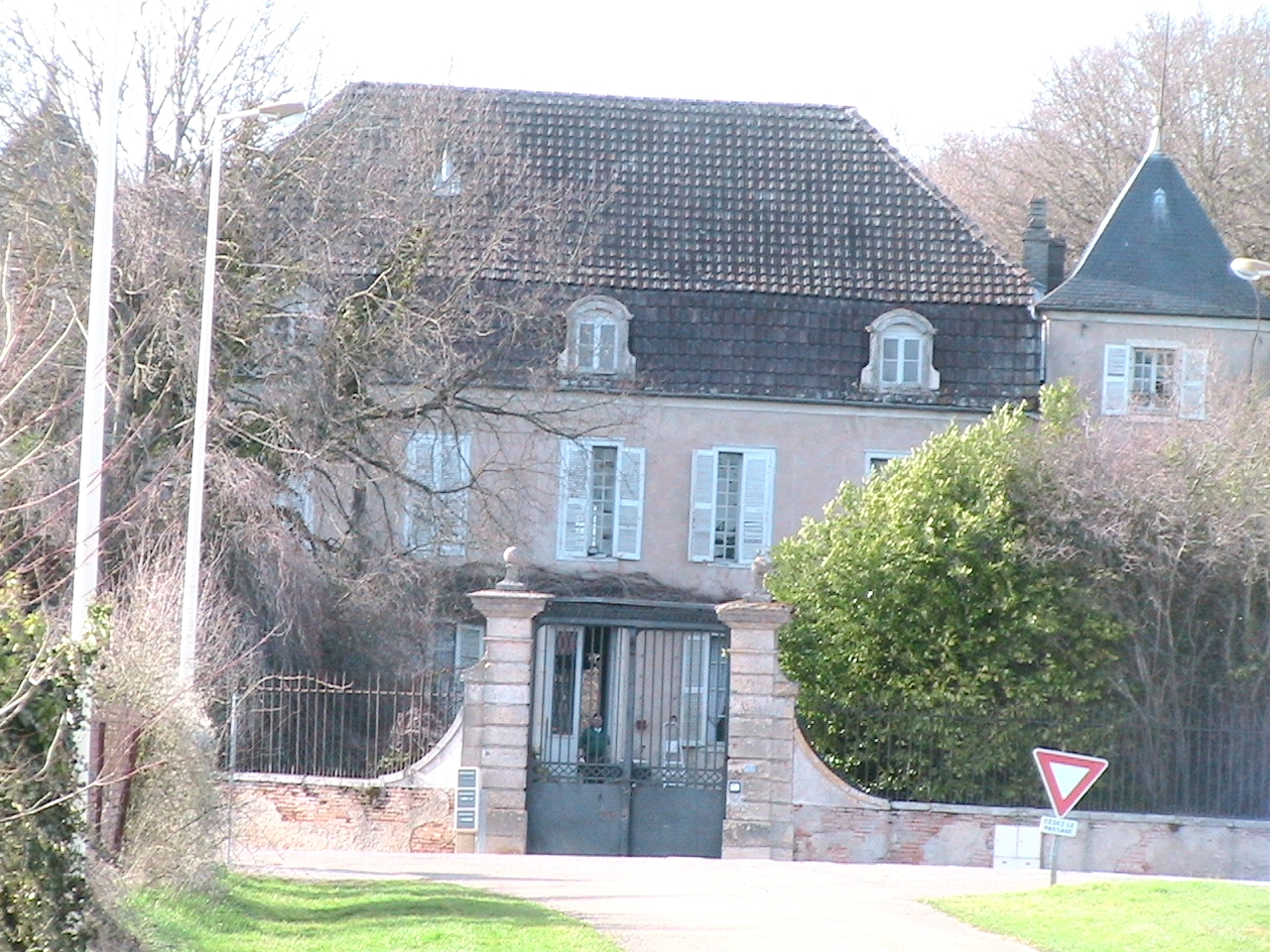
Pagny-le-Château: vue du château.
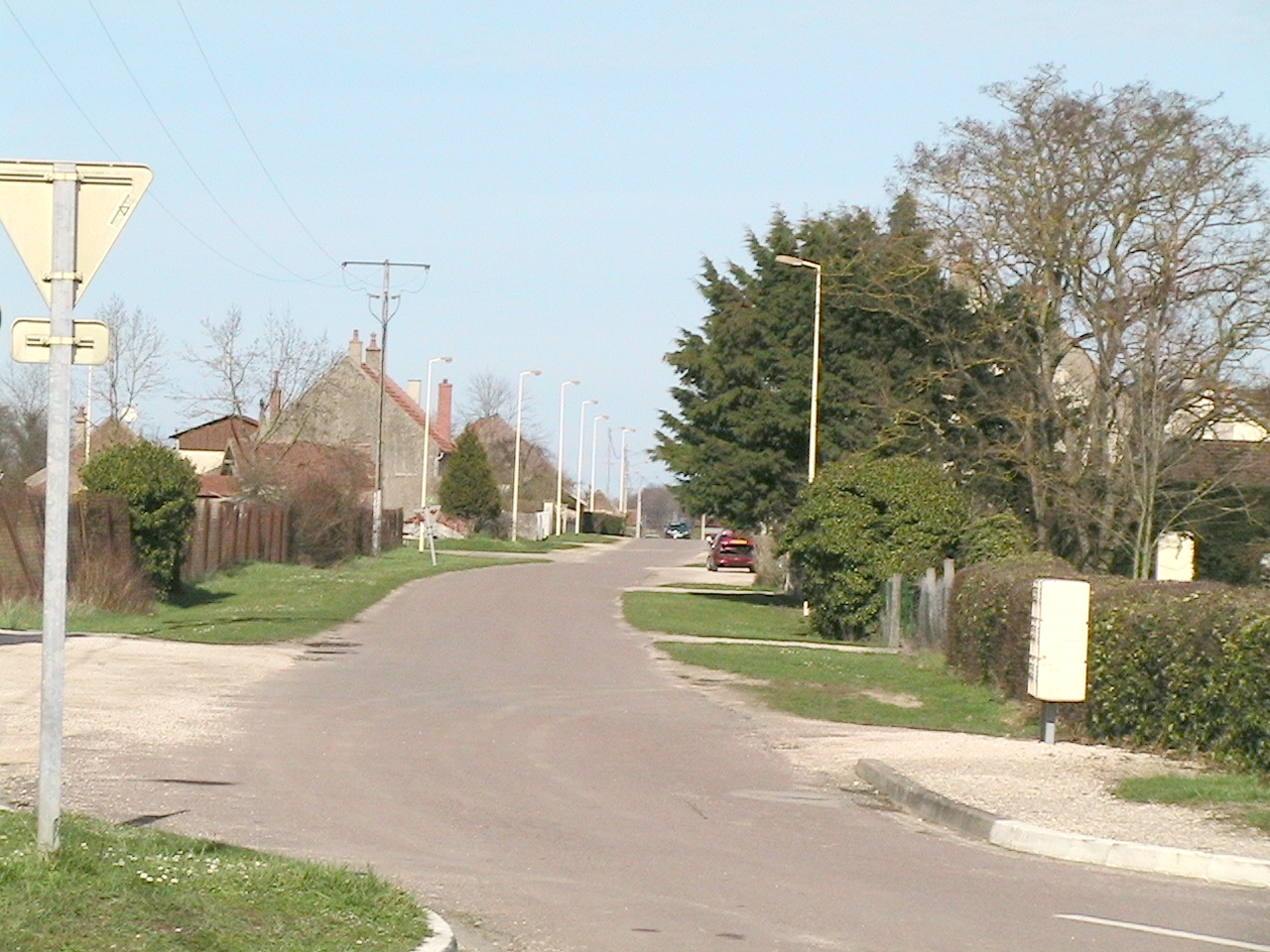
Pagny-le-Château: route de Franxault.
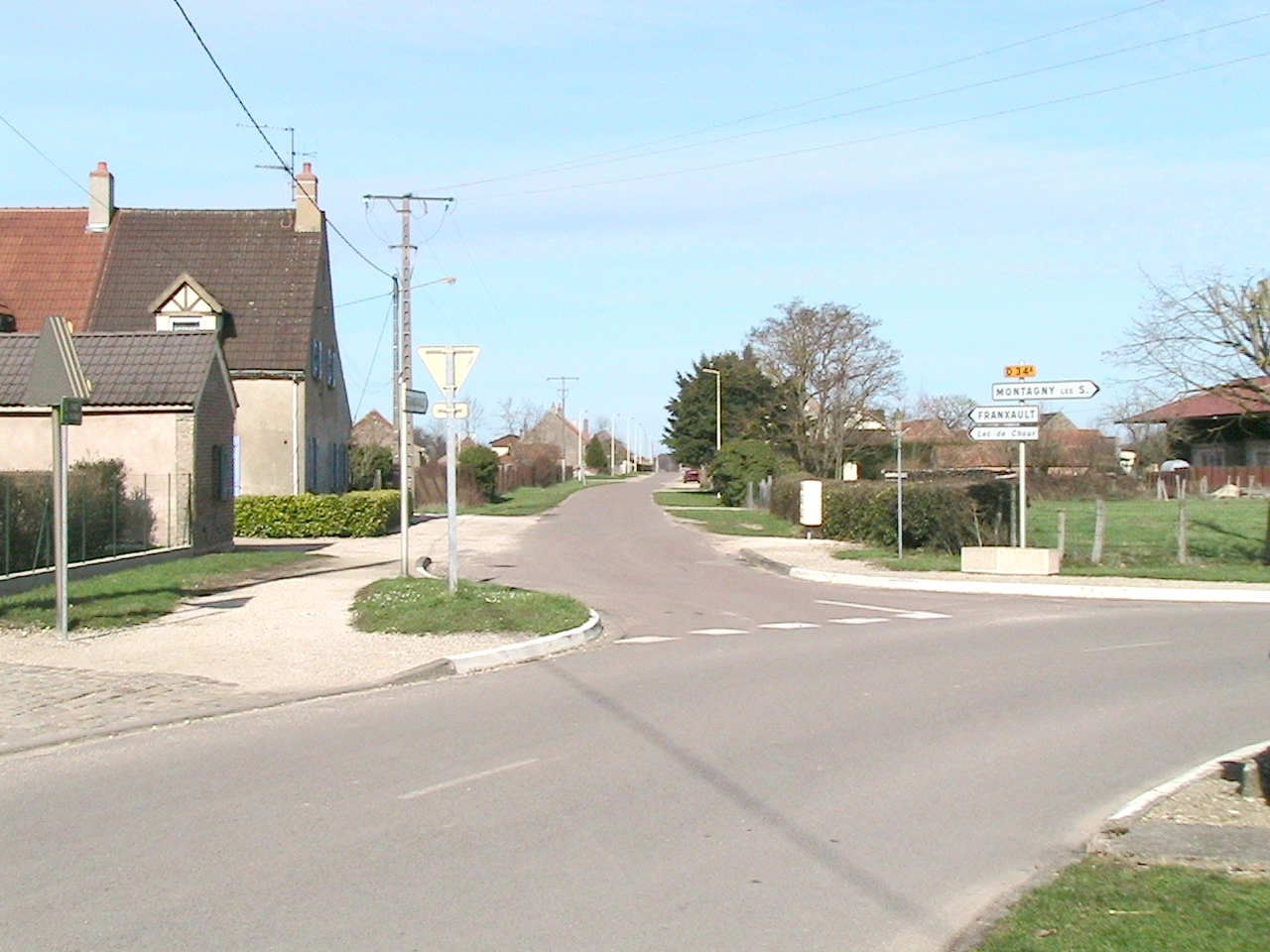
Pagny-le-Château: route de Franxault.
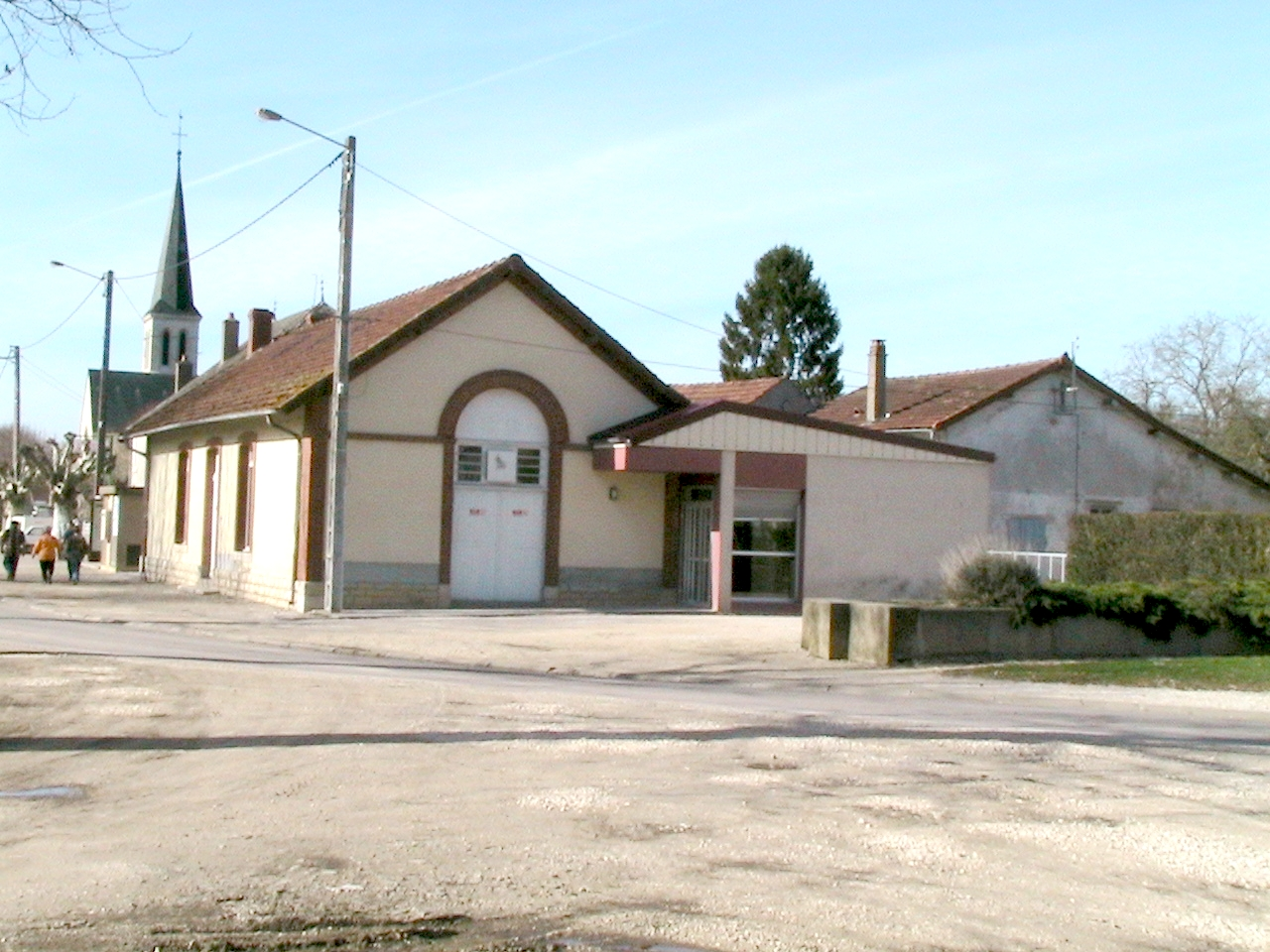
Pagny-le-Château: salle des fêtes.
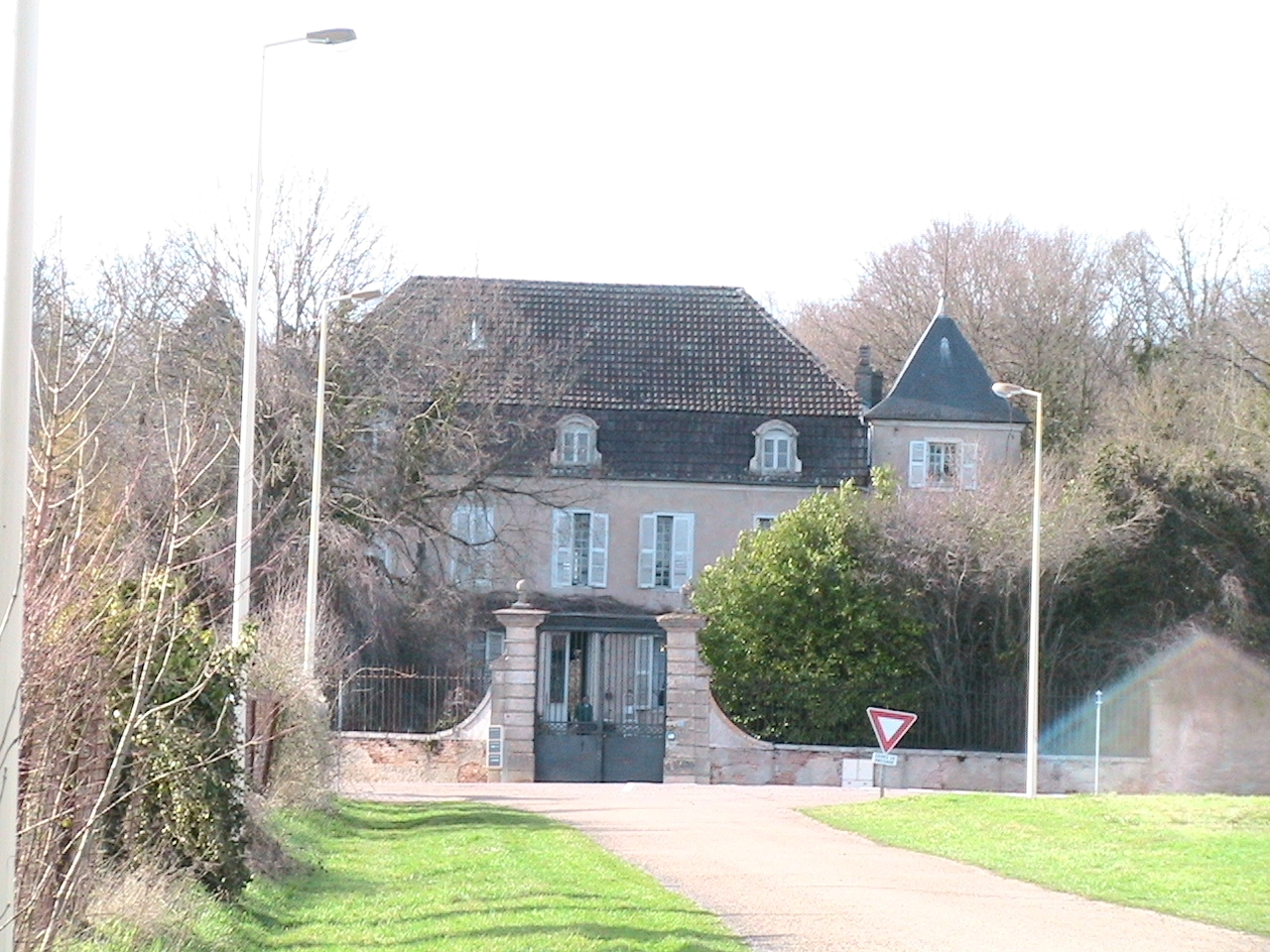
Pagny-le-Château: vue du château.
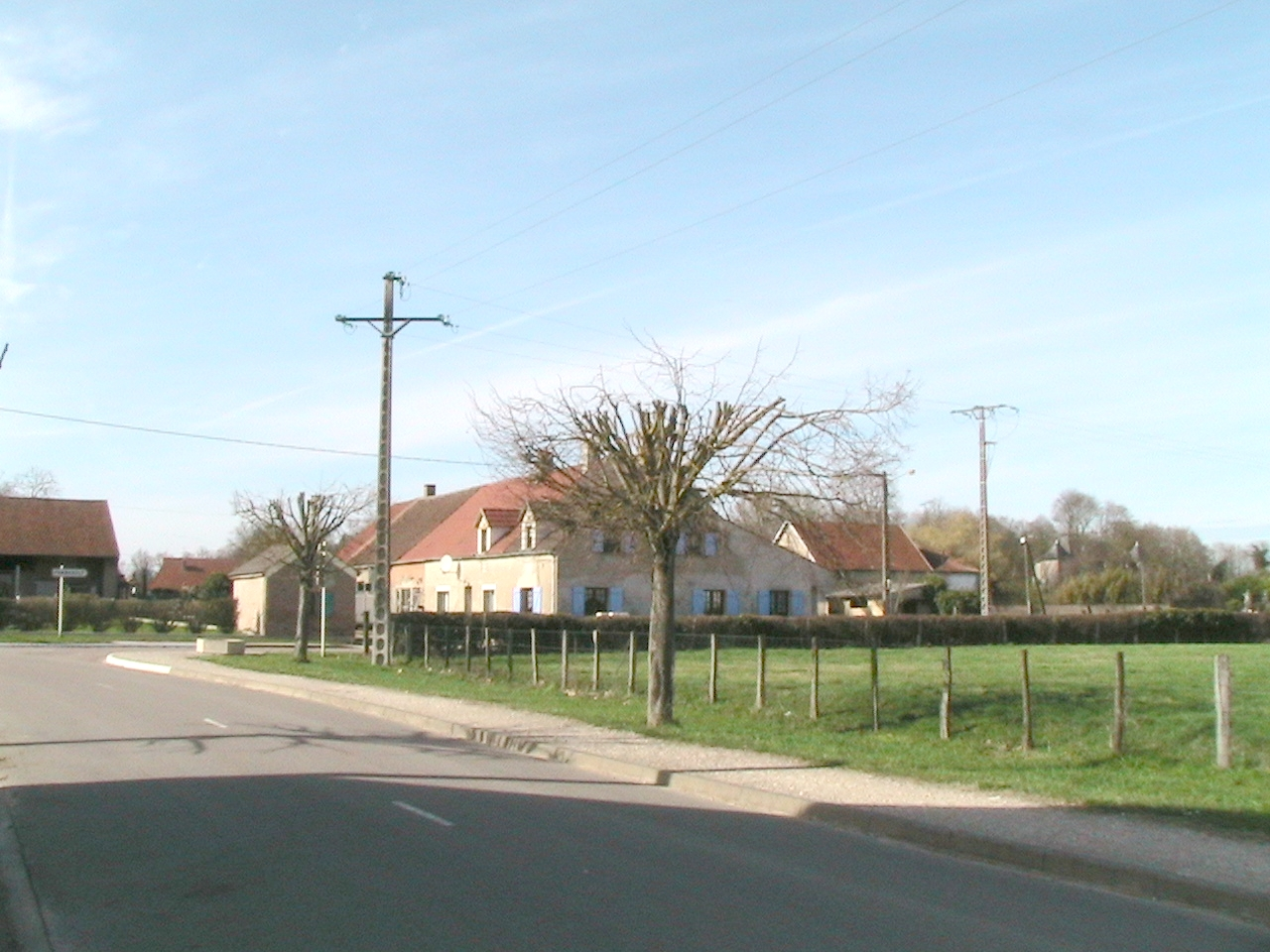
Pagny-le-Château: carrefour des routes de Franxault et de Montagny-lès-Seurre.
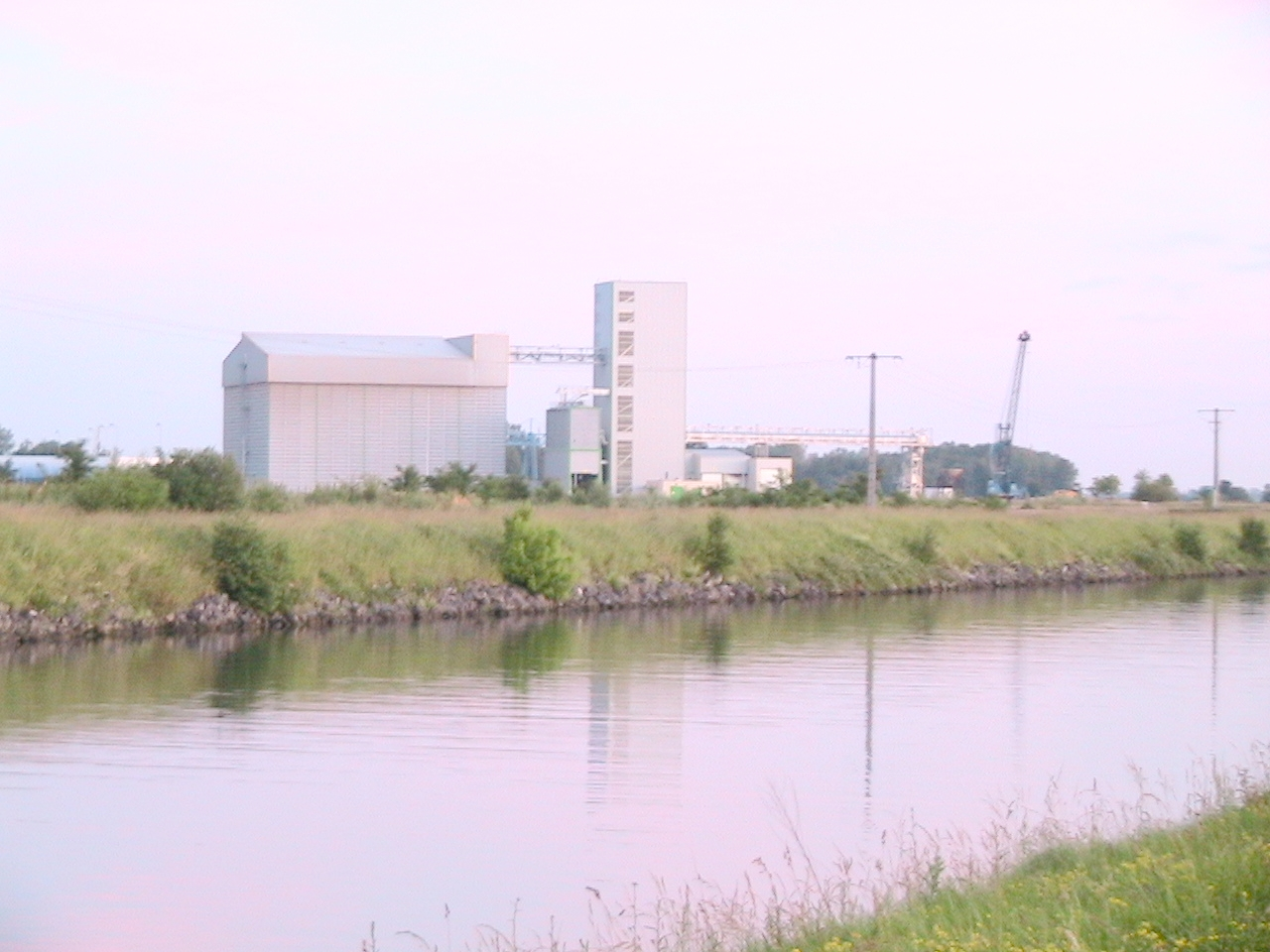
Pagny-le-Château: technoport.
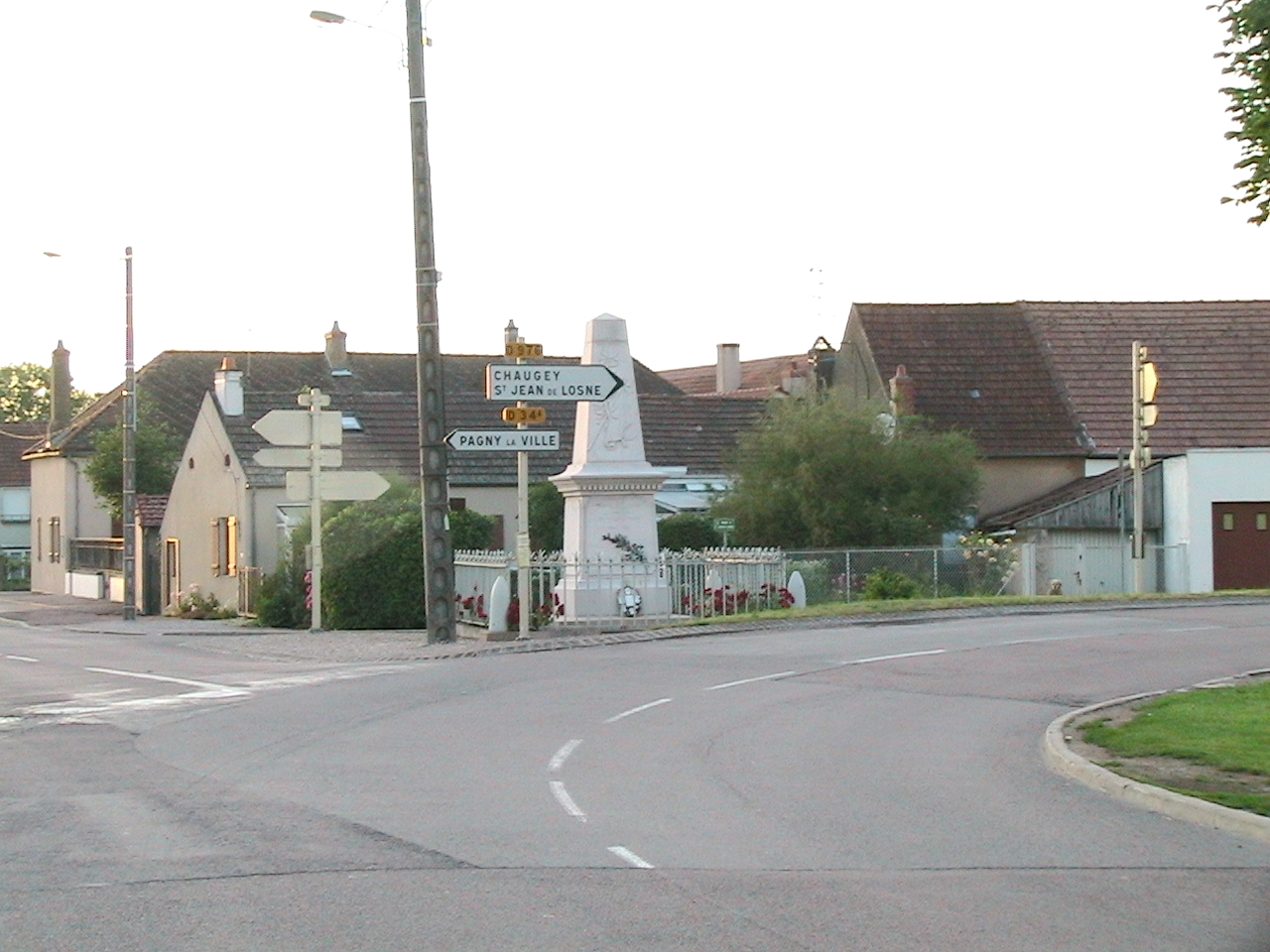
Pagny-le-Château: monument aux morts.
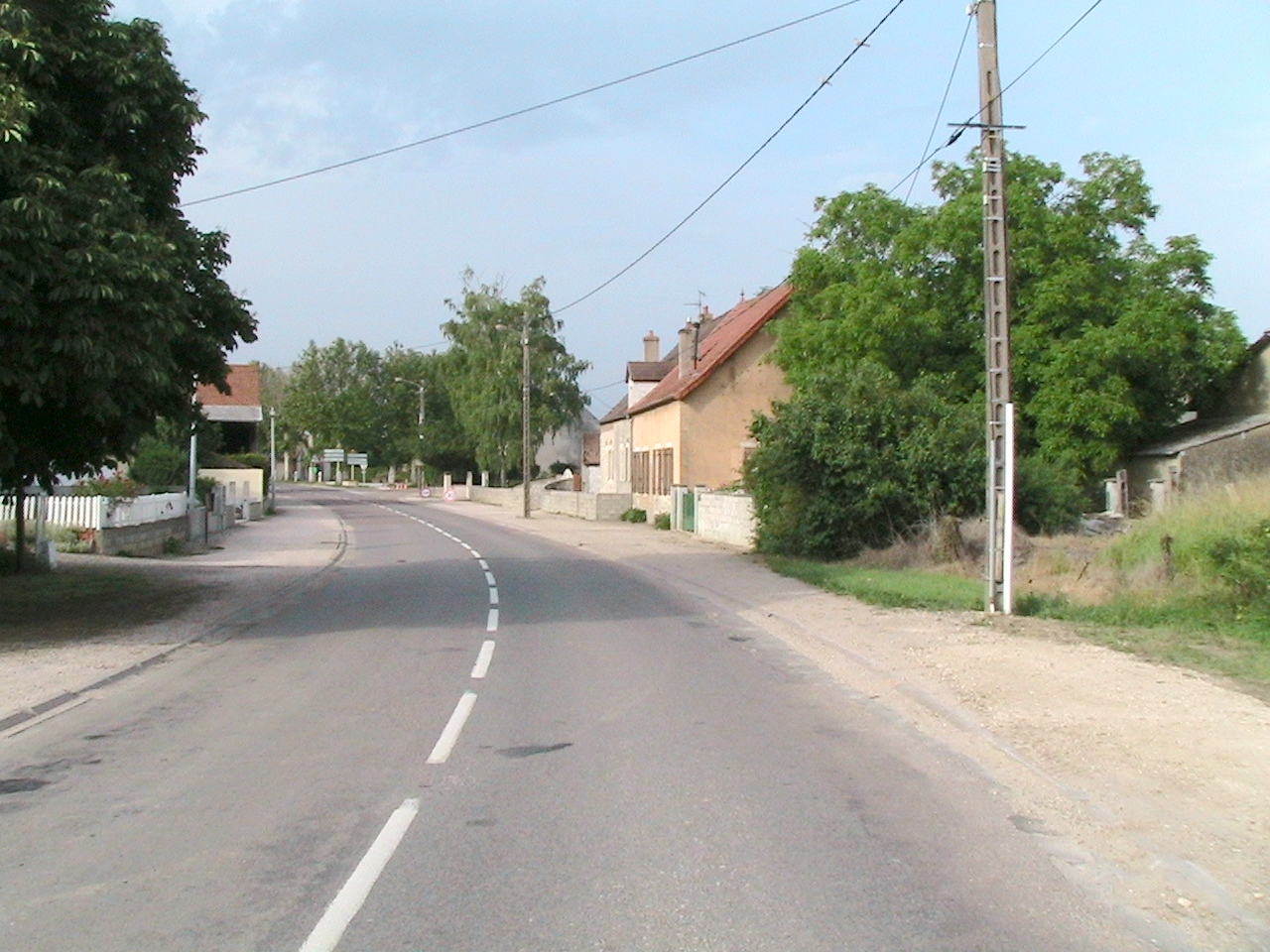
Entrée du village depuis la route de Seurre.
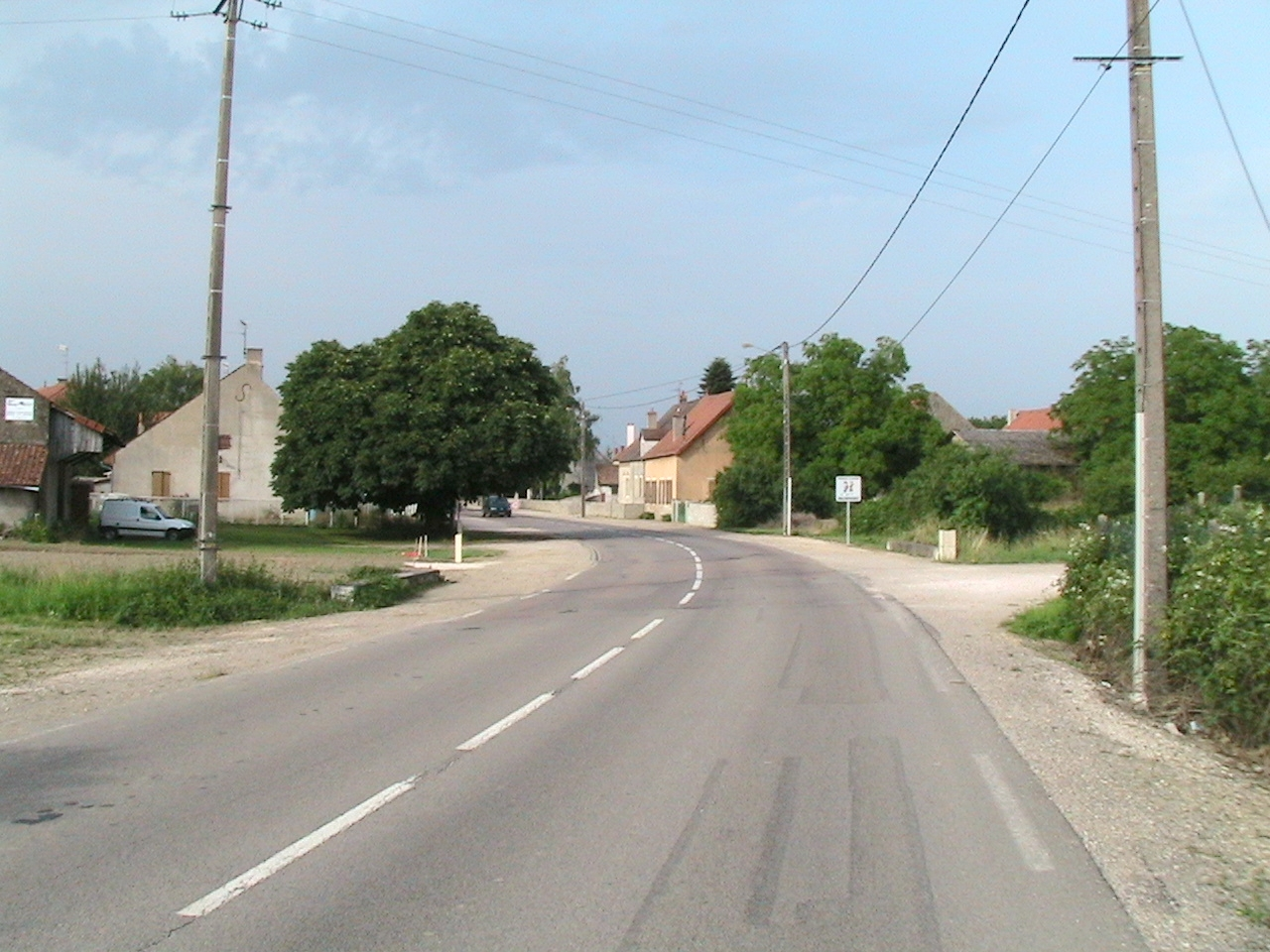
Entrée du village depuis la route de Seurre.
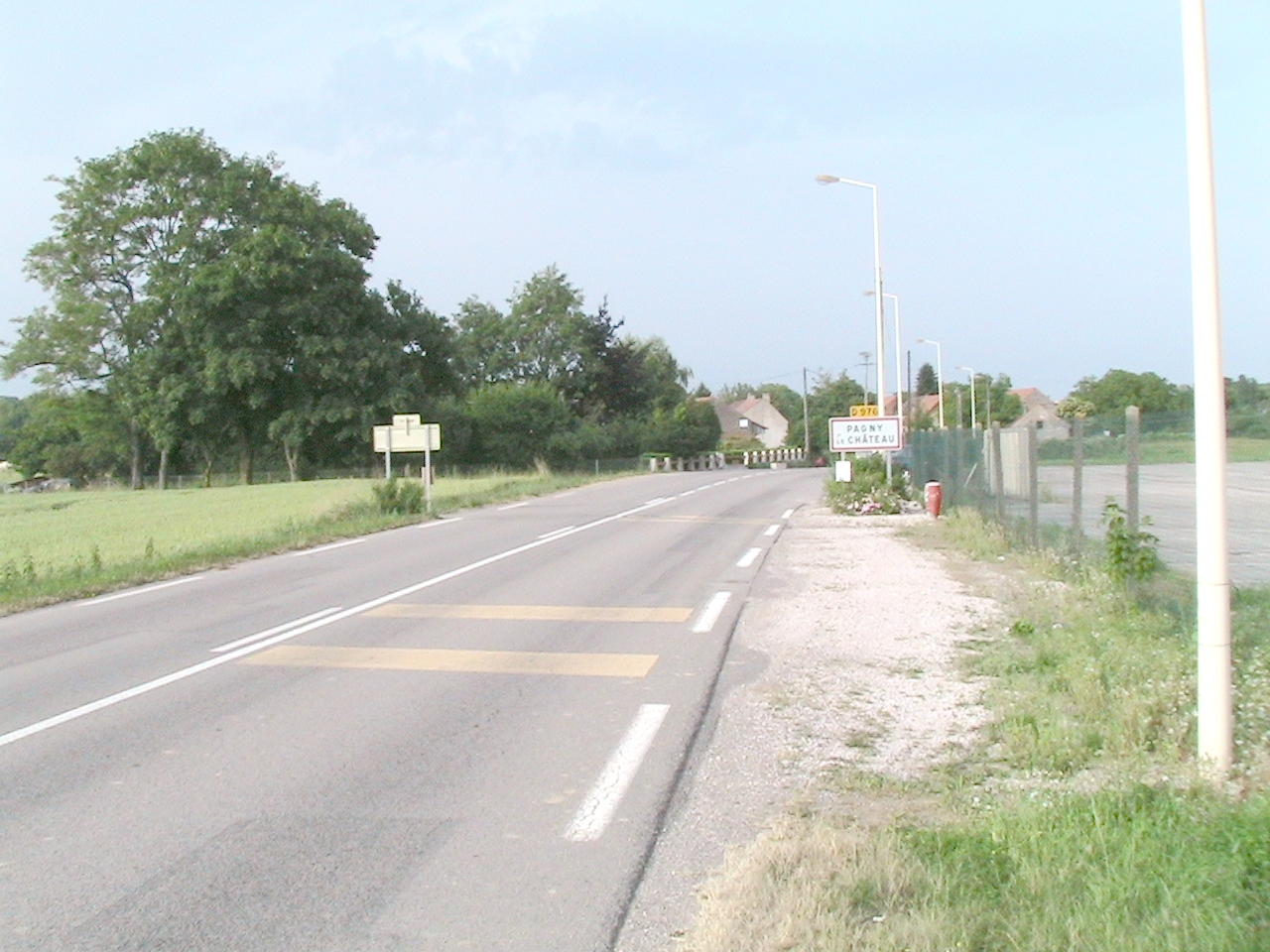
Pancarte d'entrée d'agglomération depuis la route de Seurre.
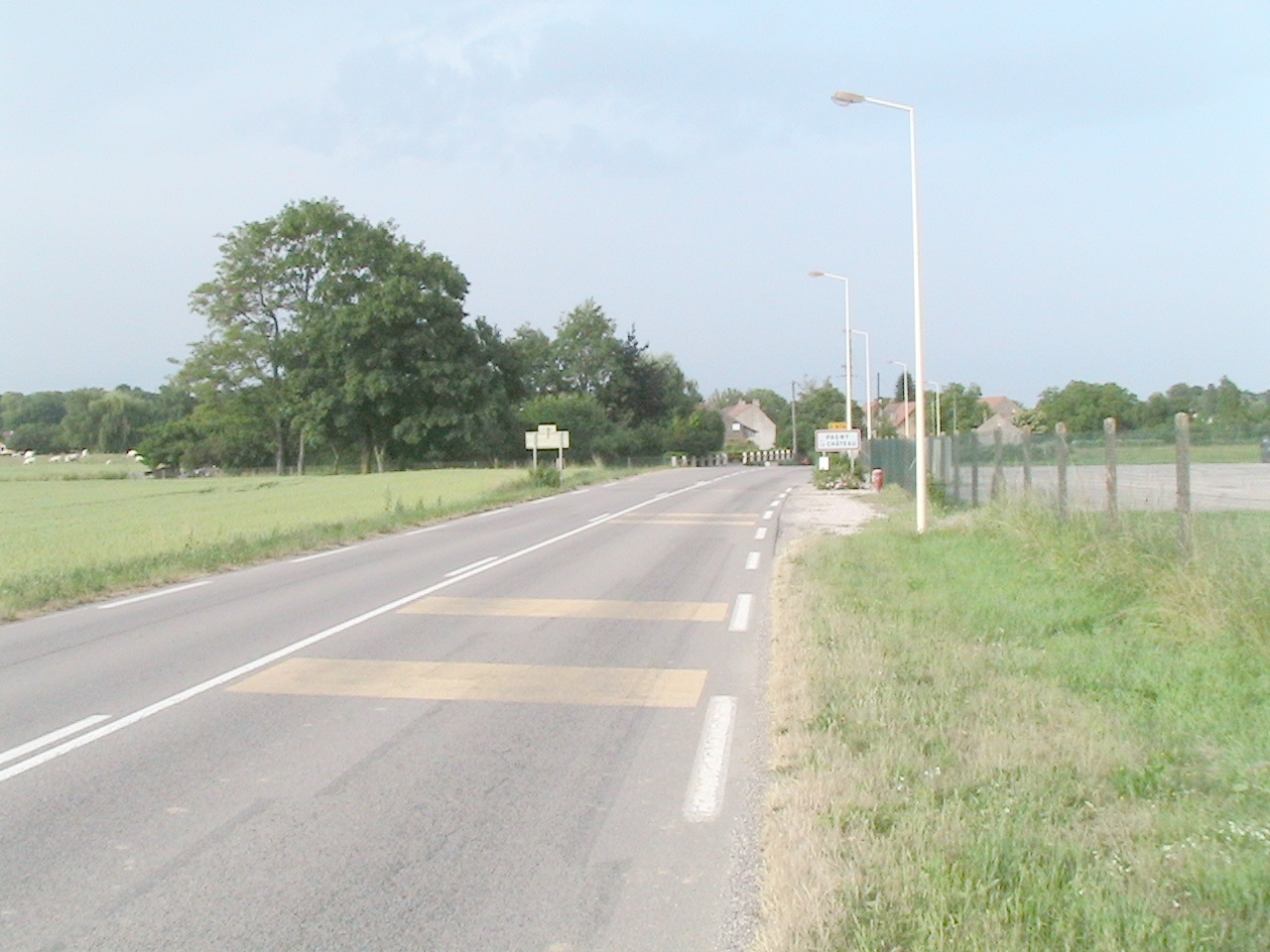
Pancarte d'entrée d'agglomération depuis la route de Seurre (vue plus lointaine).
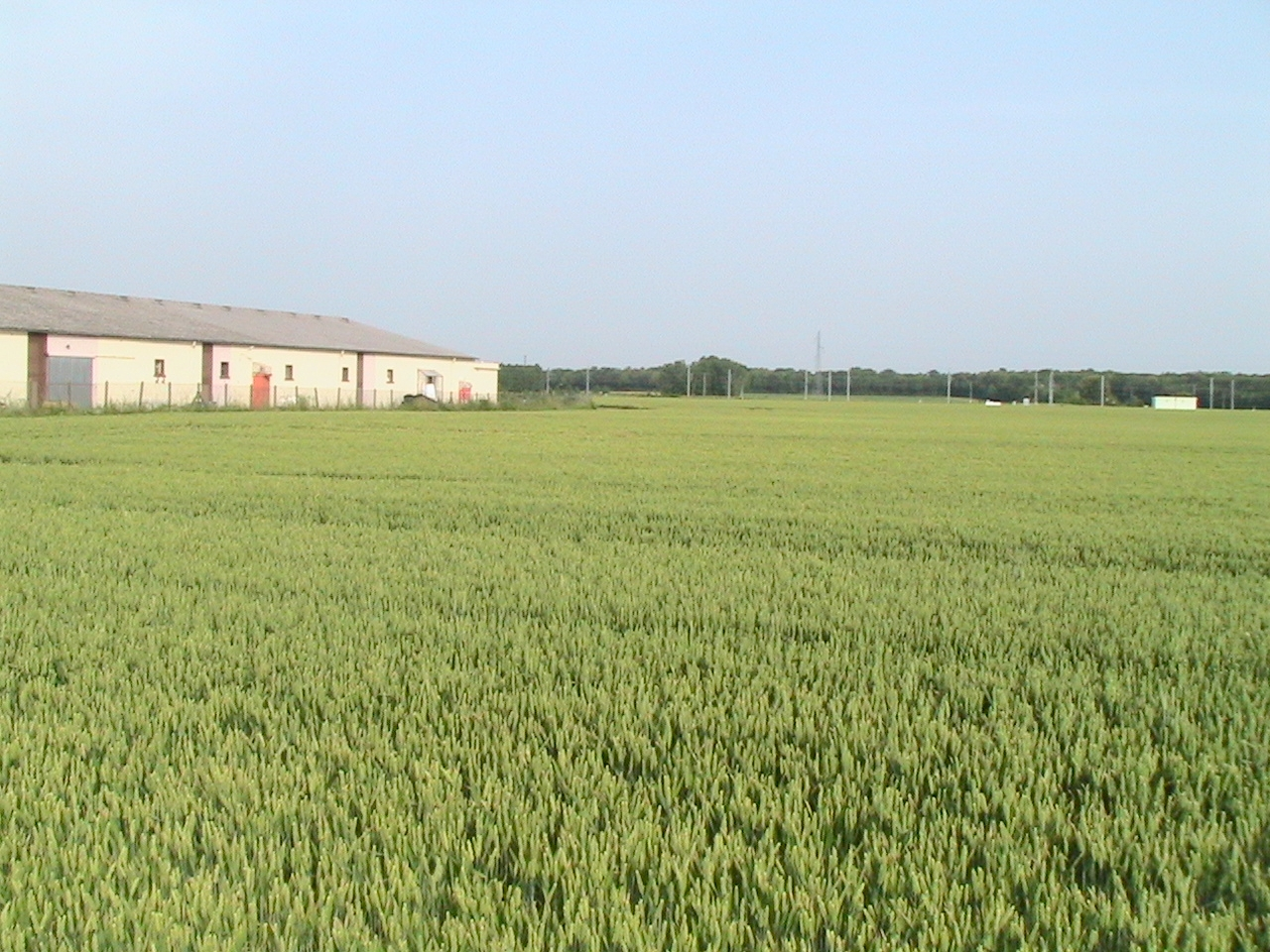
Champ de blé, vue de l'usine SODIM et de la ligne de chemin de fer.
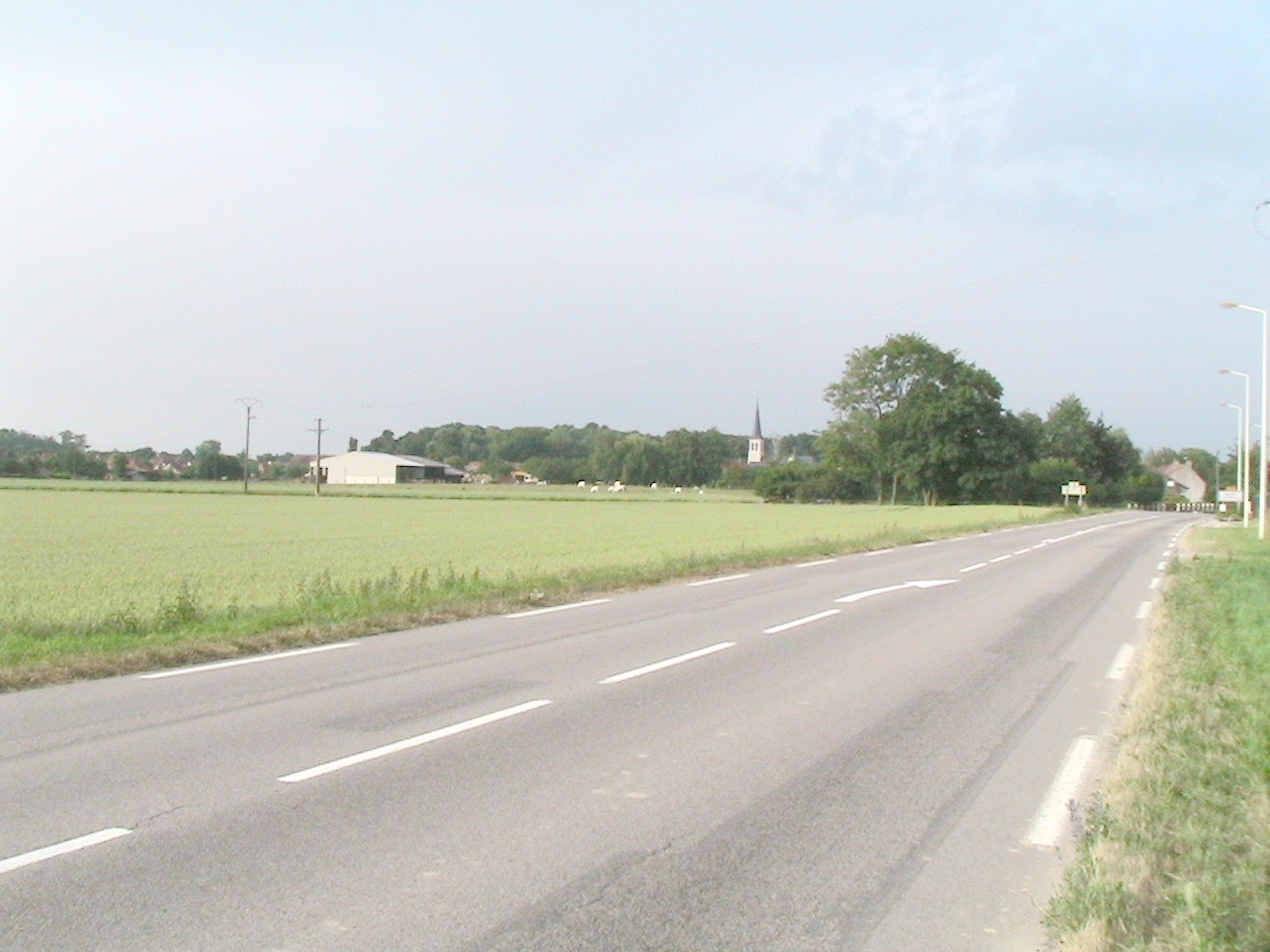
Vue du village depuis la route de Seurre. Eglise au fond.
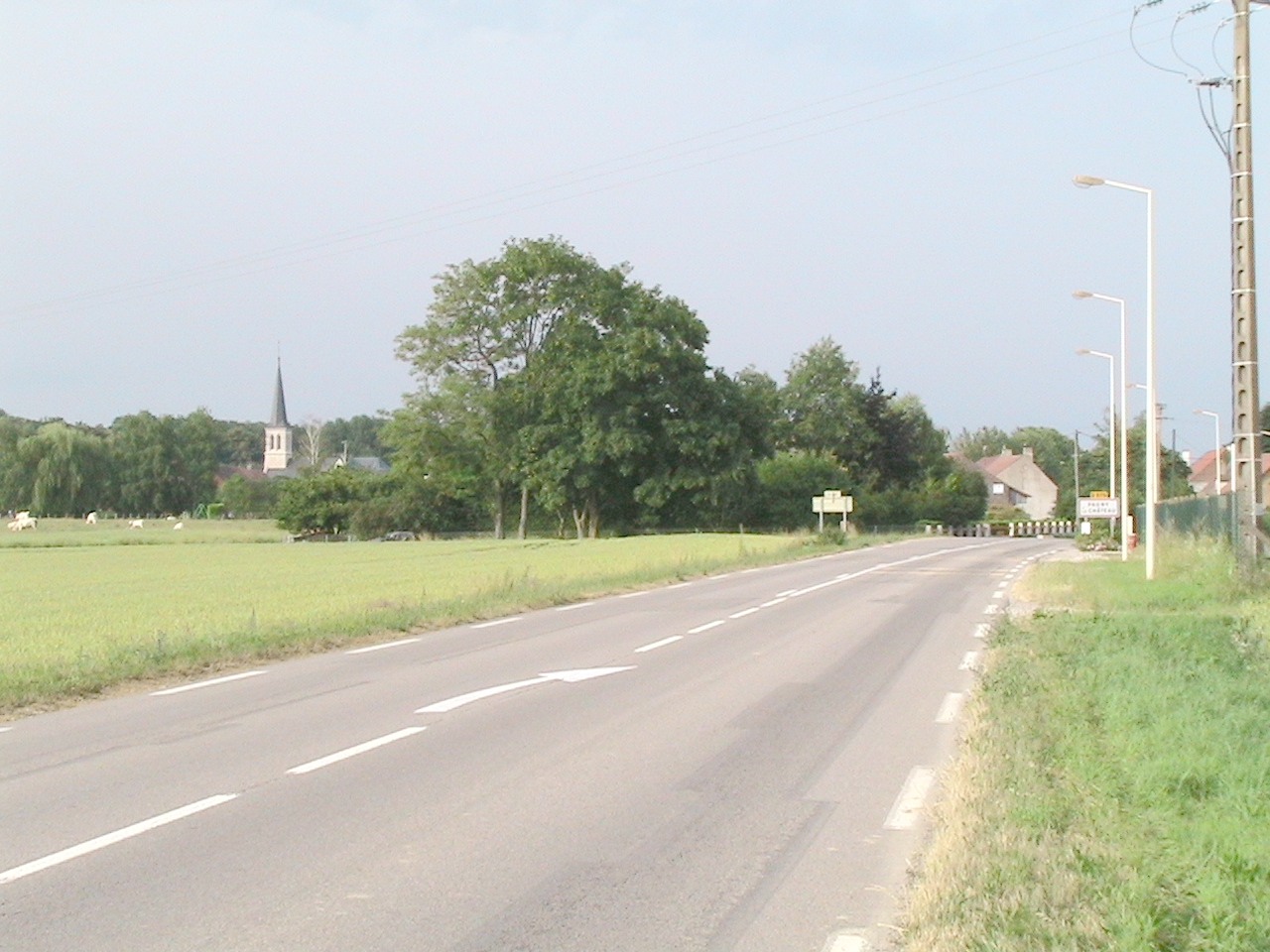
Autre vue de l'entrée du village avec une vue sur l'église, depuis la route de Seurre.
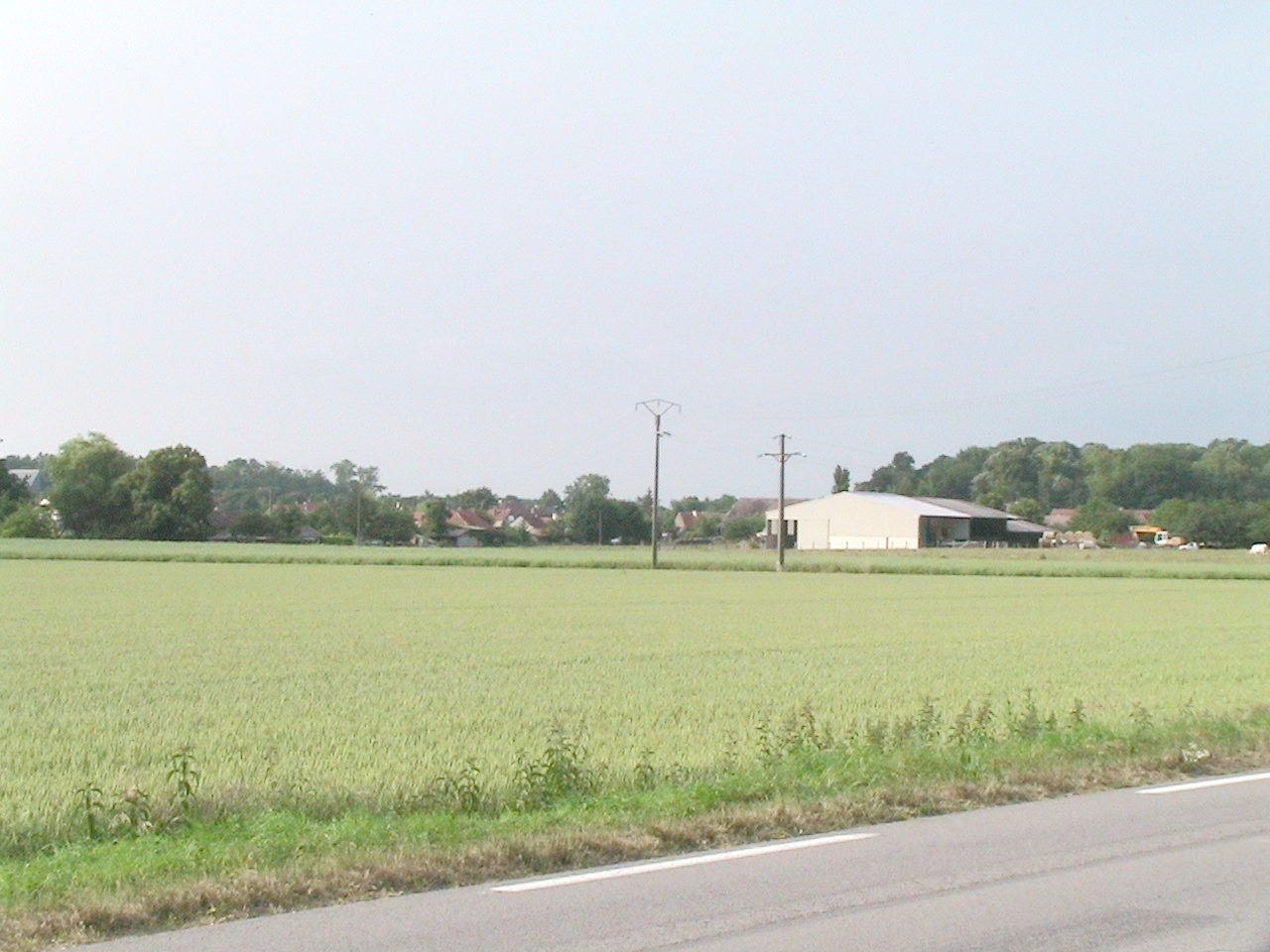
Vue du village depuis la route de Seurre. Maisons sur la route de Pagny-la-Ville.
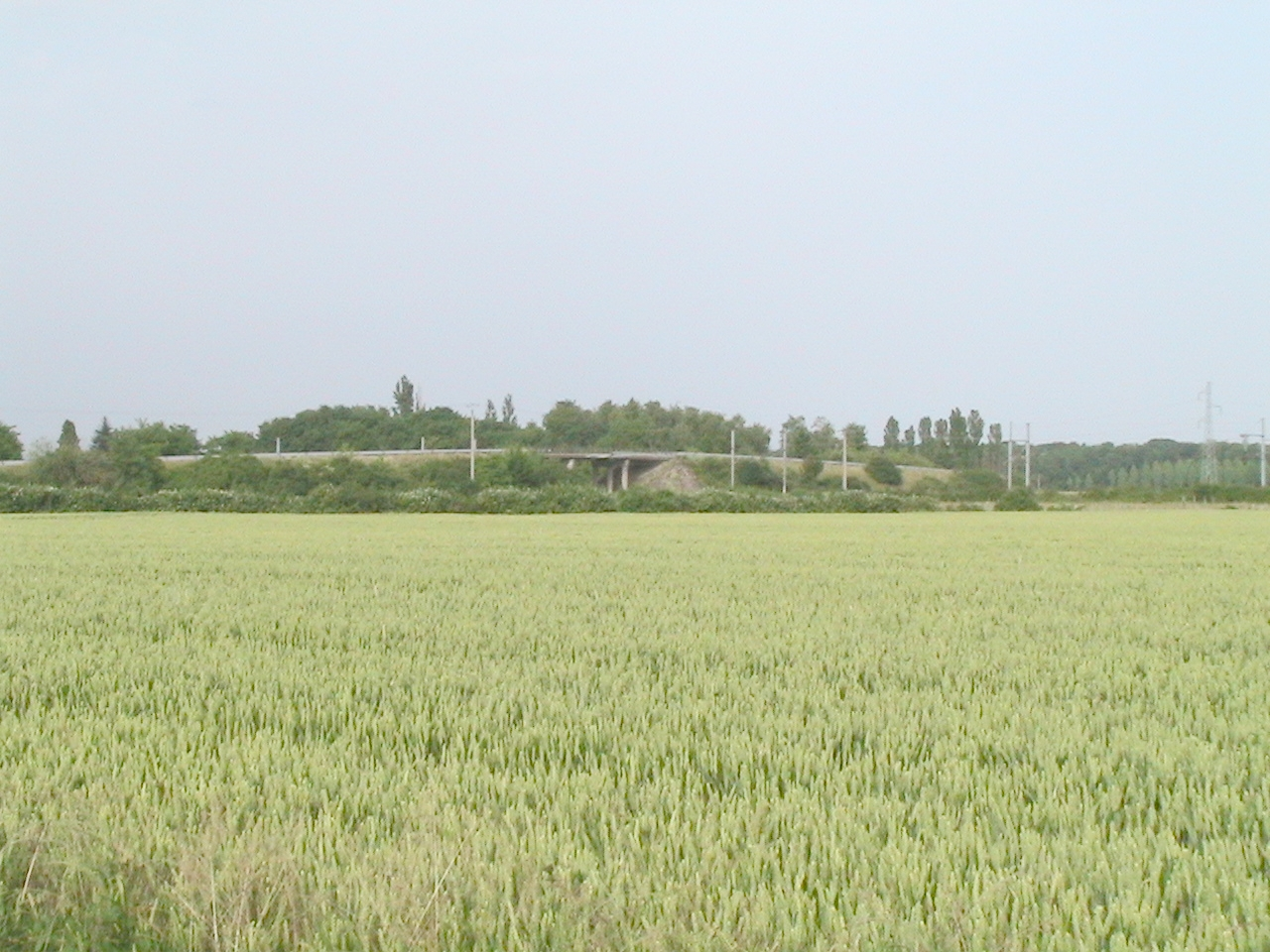
Pont de chemin de fer sur la route de Montagny-lès-Seurre. Photo prise depuis l'usine.
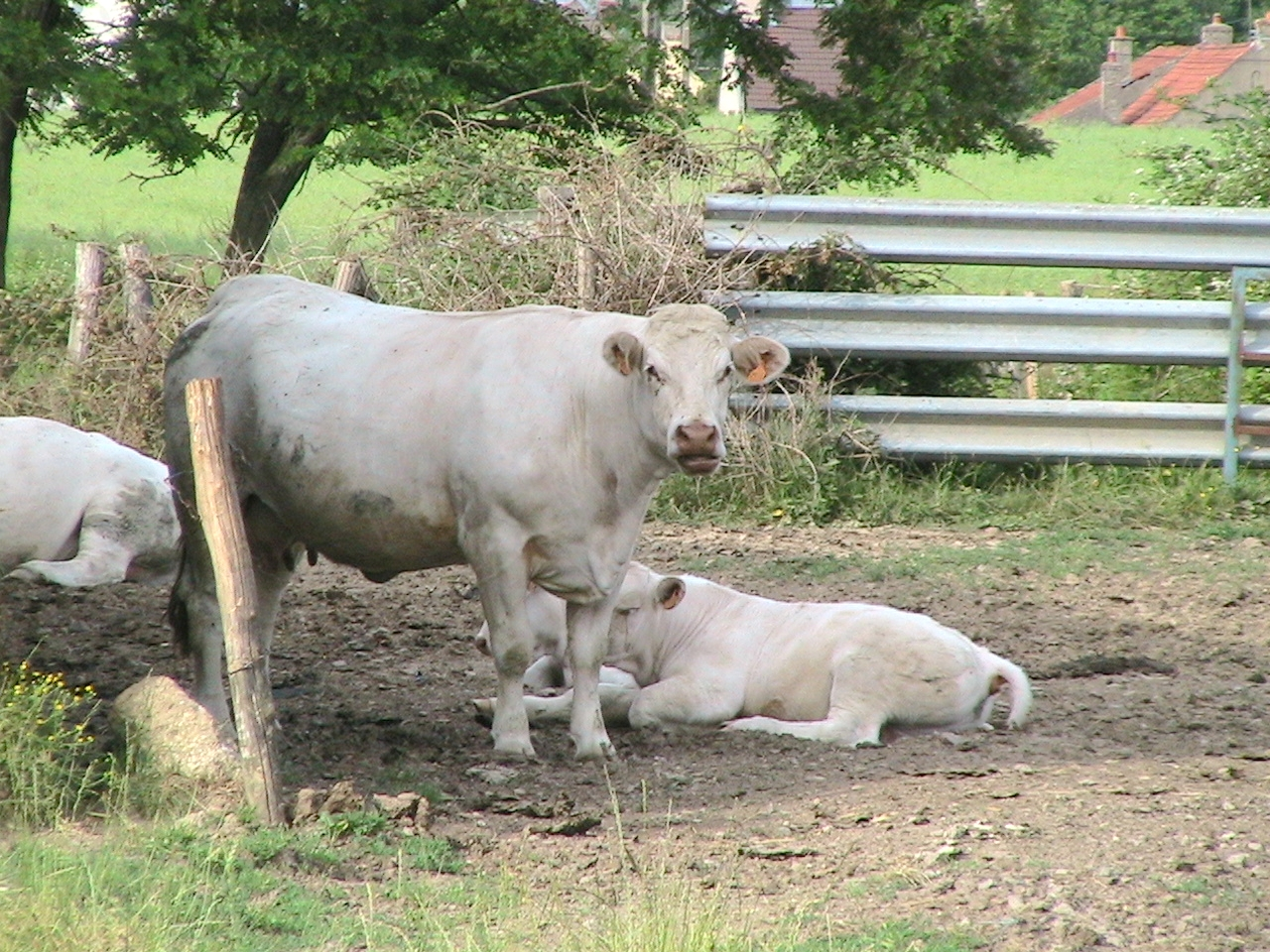
Les vaches de Pagny-le-Château vers l'usine SODIM.
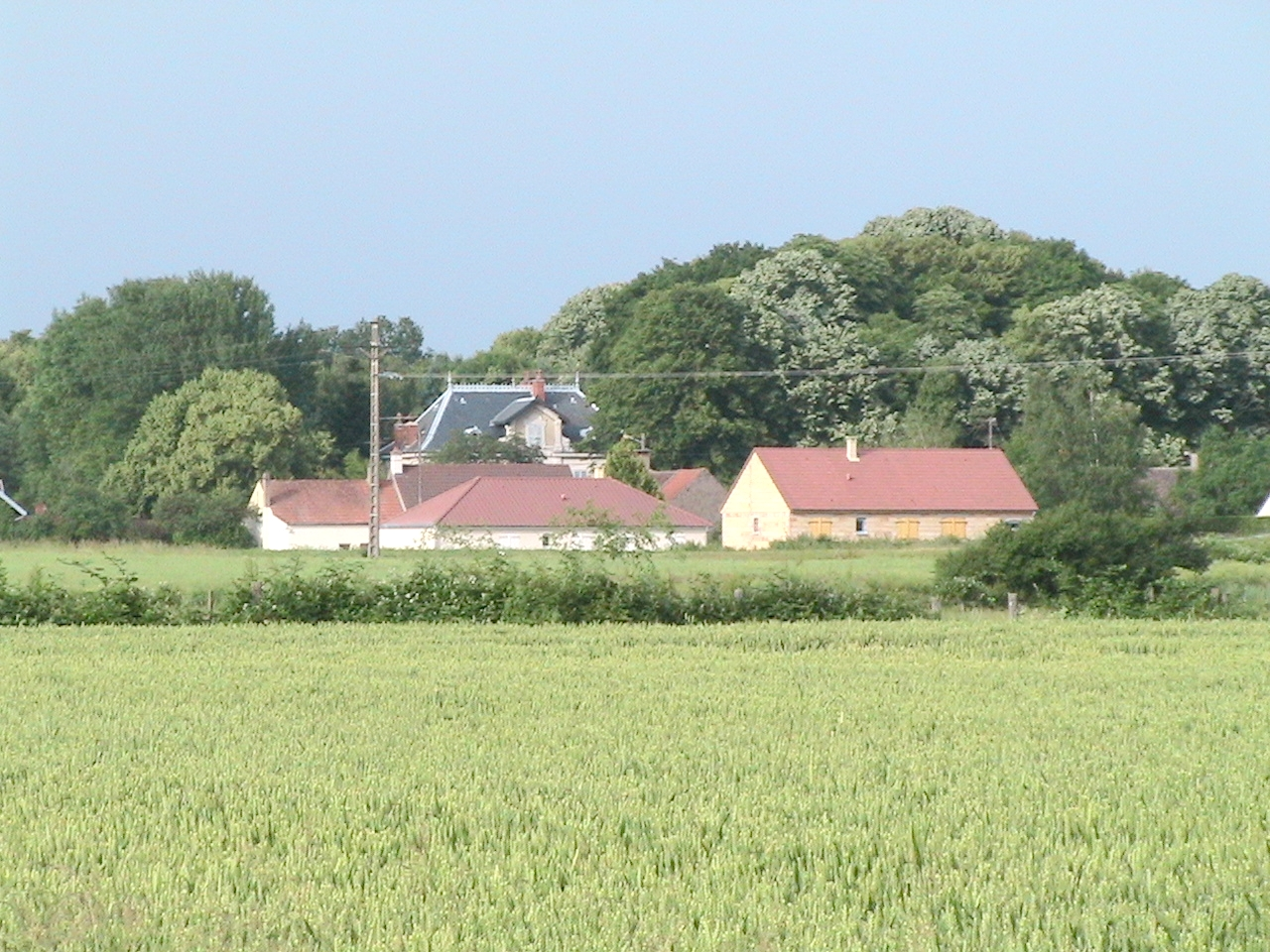
Vue sur zoom de la Villa Saint-Hubert, prise depuis l'usine.
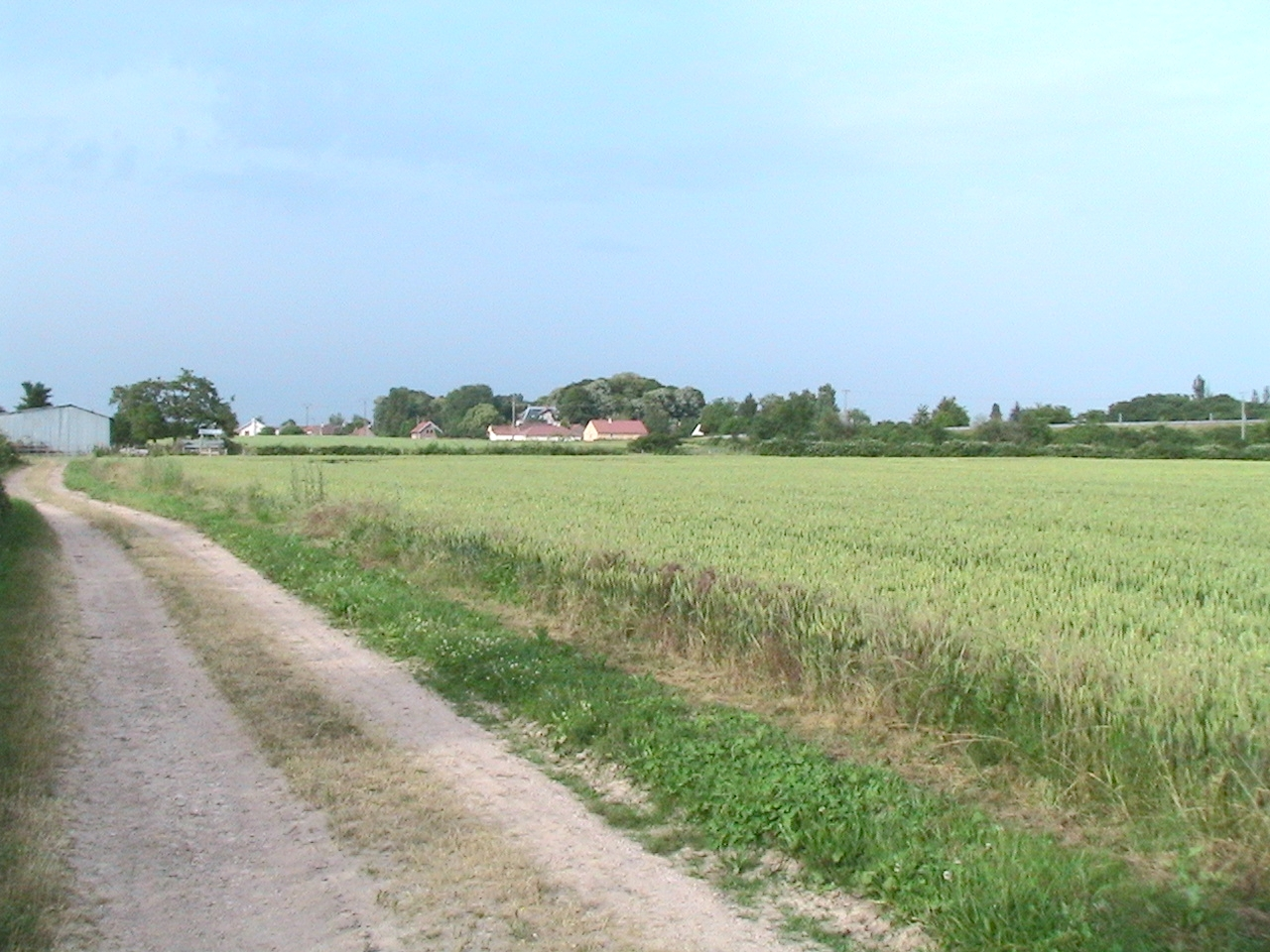
Villa Saint-Hubert vue de loin.
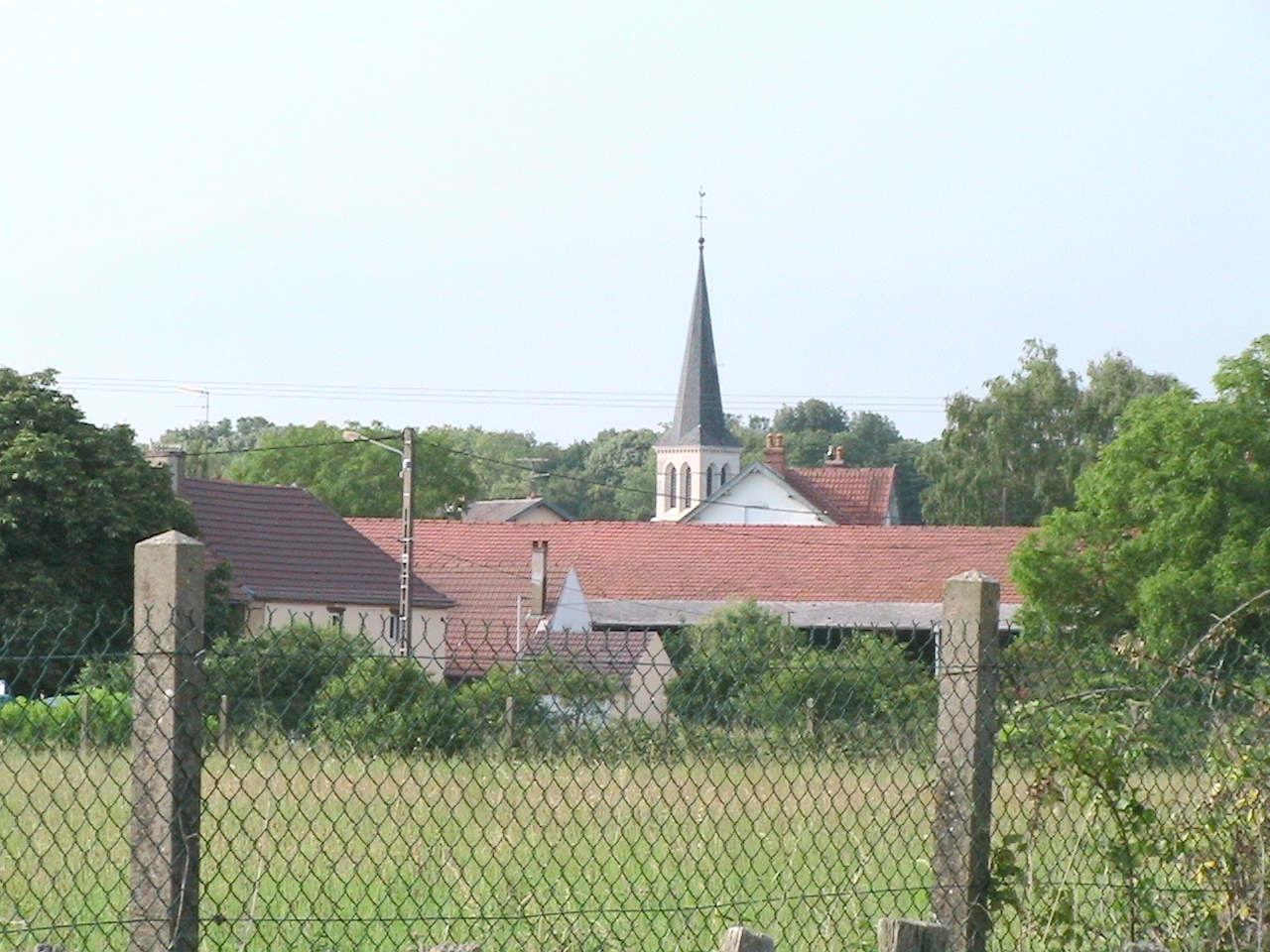
Photographie de l'église vue depuis le pré derrière l'usine.

Bản mẫu:Boîte déroulante-->